# Liste des évêques de Kabwe
Liste des évêques de Kabwe
(Dioecesis Kabvensis)
L'évêché de Kabwe est créé le 29 octobre 2011, par détachement de celui de Mpika (en) et de l'archevêché de Lusaka.

## Sont évêques
- depuis le 29 octobre 2011 : Clement Mulenga

## Sources
- L'ANNUAIRE PONTIFICAL, sur le site http://www.catholic-hierarchy.org, à la page